# Austria ai Giochi della VIII Olimpiade
L'Austria partecipò ai Giochi della VIII Olimpiade, svoltisi a Parigi dal 4 maggio al 27 luglio 1924,  
con una delegazione di 49 atleti impegnati in 8 discipline.
aggiudicandosi 3 medaglie d'argento e 1 medaglia di bronzo.

## Medagliere

### Per discipline
| Sport             | Oro | Argento | Bronzo | Totale |
| ----------------- | --- | ------- | ------ | ------ |
| Sollevamento pesi | 0   | 3       | 1      | 4      |
| Totale            | 0   | 3       | 1      | 4      |

### Medaglie
| Medaglia | Atleta            | Sport             | Evento               |
| -------- | ----------------- | ----------------- | -------------------- |
| Argento  | Andreas Stadler   | Sollevamento pesi | Pesi piuma           |
| Argento  | Anton Zwerina     | Sollevamento pesi | Pesi leggeri         |
| Argento  | Franz Aigner      | Sollevamento pesi | Pesi massimi         |
| Bronzo   | Leopold Friedrich | Sollevamento pesi | Pesi massimi-leggeri |